# Sīmīndasht
Sīmīndasht (persiska: سیمین‌دشت) är en ort i Iran.   Den ligger i provinsen Teheran, i den centrala delen av landet, 100 km öster om huvudstaden Teheran. Sīmīndasht ligger 1 468 meter över havet och antalet invånare är 313.
Terrängen runt Sīmīndasht är huvudsakligen lite bergig. Sīmīndasht ligger nere i en dal.Runt Sīmīndasht är det ganska glesbefolkat, med 23 invånare per kvadratkilometer. Närmaste större samhälle är Ḩeşār Bon, 4,3 km norr om Sīmīndasht. Trakten runt Sīmīndasht är ofruktbar med lite eller ingen växtlighet.